# 15-та армія (Третій Рейх)
15-та а́рмія (нім. 15. Armee) — польова армія Вермахту в роки Другої світової війни.

## Історія
15-та армія була сформована 15 січня 1941 року на базі частини штабу 6-ї польової армії (нім. 6. Armee). З моменту формування до початку висадки союзників у Франції здійснювала охоронні функції на узбережжі Північної Франції, Бельгії і Нідерландів.
У серпні 1944 року вступила в бої з англо-американськими силами на даній території. У ході тривалих оборонних боїв відступила з Франції, зазнала поразки в районі Ейндховена, Аахена, відступила до Рейну й в район Рура, де опинилася в котлі, у якому і капітулювала 17 квітня 1945 року.

## Командування

### Командувачі
- генерал-полковник Курт Гаасе (нім. Curt Haase) (15 січня 1941 — 1 грудня 1942);
- генерал танкових військ Генріх фон Фітингоф (нім. Heinrich von Viettinghoff-Scheel) (1 грудня 1942 — 1 серпня 1943);
- генерал-полковник Ганс фон Зальмут (нім. Hans von Salmuth) (1 серпня 1943 — 25 серпня 1944);
- генерал від інфантерії Густав-Адольф фон Цанген (нім. Gustav-Adolf von Zangen) (25 серпня 1944 — 17 квітня 1945).

## Бойовий склад 15-ї армії
Формування управління, забезпечення та підтримки
- 590-те командування армійських військ постачань (Kommandeur der Armee-Nachschubtruppen 590);
- 509-й армійський полк зв'язку (Armee-Nachrichten-Regiment 509);
- 320-те головне артилерійське командування (Höheres Arko 320).

- 23-й армійський корпус (XXIII. Armeekorps);
- 38-й армійський корпус (XXXVIII. Armeekorps);
- 42-й армійський корпус (XXXXII. Armeekorps);
- 32-ге головне корпусне командування спеціального призначення (Höheres Kommando z.b.V. XXXII);
- 37-ме головне корпусне командування спеціального призначення (Höheres Kommando z.b.V. XXXVII);
- 60-те головне корпусне командування спеціального призначення (Höheres Kommando z.b.V. LX).

- 32-ге головне корпусне командування спеціального призначення;
- 37-ме головне корпусне командування спеціального призначення;
- 60-те головне корпусне командування спеціального призначення;
- 711-та піхотна дивізія (711. Infanterie-Division).

- 32-ге головне корпусне командування спеціального призначення;
- 37-ме головне корпусне командування спеціального призначення;
- 60-те головне корпусне командування спеціального призначення.

- 32-ге головне корпусне командування спеціального призначення;
- 37-ме головне корпусне командування спеціального призначення;
- 60-те головне корпусне командування спеціального призначення;
- 71-ша піхотна дивізія (71. Infanterie-Division).

- 32-ге головне корпусне командування спеціального призначення;
- 37-ме головне корпусне командування спеціального призначення;
- 60-те головне корпусне командування спеціального призначення.

- 32-ге головне корпусне командування спеціального призначення;
- 37-ме головне корпусне командування спеціального призначення;
- 60-те головне корпусне командування спеціального призначення;
- 10-та танкова дивізія (10. Panzer-Division).

- 81-й армійський корпус (LXXXI. Armee-Korps);
- 82-й армійський корпус (LXXXII. Armee-Korps).

- 81-й армійський корпус;
- 82-й армійський корпус;
- 10-та танкова дивізія;
- 1-ша танкова дивізія Лейбштандарте-СС «Адольф Гітлер».

- 81-й армійський корпус;
- 82-й армійський корпус;
- Командування танкових військ СС (Gen.Kom.SS-PzK);
- Командування військ «Шельда» (Gen.Kom.Schelde).

- 81-й армійський корпус;
- 82-й армійський корпус;
- 89-й армійський корпус (LXXXIX. Armeekorps);
- 10-та танкова дивізія;
- 26-та танкова дивізія (26. Panzer-Division).

- 81-й армійський корпус;
- 82-й армійський корпус;
- 89-й армійський корпус;
- 26-та танкова дивізія;
- 38-ма піхотна дивізія (38. Infanterie-Division).

- 81-й армійський корпус;
- 86-й армійський корпус (LXXXVI. Armee-Korps).

- 81-й армійський корпус;
- 82-й армійський корпус;
- 89-й армійський корпус;
- 26-та танкова дивізія.

- 81-й армійський корпус;
- 82-й армійський корпус;
- 89-й армійський корпус;
- 24-та танкова дивізія (24. Panzer-Division);
- 9-та танкова дивізія СС «Гогенштауфен» (9. SS-Panzergrenadier-Division Hohenstaufen);
- 44-та піхотна дивізія (44. Infanterie-Division);
- 305-та піхотна дивізія (305. Infanterie-Division);
- 384-та піхотна дивізія (384. Infanterie-Division).

- 81-й армійський корпус;
- 82-й армійський корпус;
- 89-й армійський корпус;
- 24-та танкова дивізія;
- 9-та танкова дивізія СС «Гогенштауфен»;
- 44-та піхотна дивізія;
- 65-та піхотна дивізія (65. Infanterie-Division);
- 305-та піхотна дивізія.

- 81-й армійський корпус;
- 82-й армійський корпус;
- 89-й армійський корпус;
- 9-та танкова дивізія СС «Гогенштауфен».

- 81-й армійський корпус;
- 82-й армійський корпус;
- 89-й армійський корпус.

- 81-й армійський корпус;
- 82-й армійський корпус;
- 89-й армійський корпус;
- 244-та піхотна дивізія (244. Infanterie-Division);
- 245-та піхотна дивізія (245. Infanterie-Division);
- 348-ма піхотна дивізія (348. Infanterie-Division);
- 349-та піхотна дивізія (349. Infanterie-Division);
- 384-та піхотна дивізія.

- 81-й армійський корпус;
- 82-й армійський корпус;
- 89-й армійський корпус;
- 10-та танкова дивізія СС «Фрундсберг»
- 244-та піхотна дивізія;
- 245-та піхотна дивізія;
- 349-та піхотна дивізія.

- 81-й армійський корпус;
- 82-й армійський корпус;
- 89-й армійський корпус;
- 2-га танкова дивізія;
- 249-та піхотна дивізія (249. Infanterie-Division).

- 67-й армійський корпус (LXVII. Armee-Korps);
- 81-й армійський корпус;
- 82-й армійський корпус;
- 89-й армійський корпус;
- 84-та піхотна дивізія (84. Infanterie-Division);
- 182-га піхотна дивізія (182. Infanterie-Division);
- 326-та піхотна дивізія (326. Infanterie-Division);
- 346-та піхотна дивізія (346. Infanterie-Division);
- 349-та піхотна дивізія (349. Infanterie-Division).

- 67-й армійський корпус;
- 81-й армійський корпус;
- 82-й армійський корпус;
- 89-й армійський корпус;
- 84-та піхотна дивізія;
- 85-та піхотна дивізія (85. Infanterie-Division);
- 182-га піхотна дивізія;
- 326-та піхотна дивізія;
- 331-ша піхотна дивізія (331. Infanterie-Division);
- 346-та піхотна дивізія;
- 19-та авіапольова дивізія (19. Luftwaffen-Felddivision).

- 64-й резервний корпус (LXIV. Reserve-Korps);
- 67-й армійський корпус;
- 81-й армійський корпус;
- 82-й армійський корпус;
- 89-й армійський корпус;
- 1-ша танкова дивізія Лейбштандарте-СС «Адольф Гітлер».
- 84-та піхотна дивізія;
- 85-та піхотна дивізія;
- 326-та піхотна дивізія;
- 331-ша піхотна дивізія;
- 182-га резервна дивізія (182. Reserve-Division).

- 67-й армійський корпус;
- 81-й армійський корпус;
- 82-й армійський корпус;
- 89-й армійський корпус;
- 116-та танкова дивізія (116. Panzer-Division);
- 136-та піхотна дивізія спеціального призначення (136. Infanterie-Division z.b.V.);
- 84-та піхотна дивізія;
- 85-та піхотна дивізія;
- 326-та піхотна дивізія;
- 331-ша піхотна дивізія;
- 363-тя піхотна дивізія (363. Infanterie-Division);
- 5-та парашутна дивізія (5. Fallschirmjäger-Division).

- 82-й армійський корпус;
- 89-й армійський корпус;
- 136-та піхотна дивізія спеціального призначення (136. Infanterie-Division z.b.V.).

- 81-й армійський корпус;
- 86-й армійський корпус (LXXXVI. Armee-Korps);
- 89-й армійський корпус;
- 59-та піхотна дивізія (59. Infanterie-Division);
- 70-та піхотна дивізія (70. Infanterie-Division);
- 226-та піхотна дивізія (226. Infanterie-Division);
- 245-та піхотна дивізія (245. Infanterie-Division).

- 67-й армійський корпус;
- 88-й армійський корпус (LXXXVIII. Armeekorps);
- 89-й армійський корпус.

- 74-й армійський корпус (LXXIV. Armee-Korps);
- 81-й армійський корпус;
- 88-й армійський корпус
- 12-й корпус СС (XII. SS-Armee-Korps);
- Корпус «Фельбер» (Korps Felber);
- 719-та піхотна дивізія (719. Infanterie-Division).

- 74-й армійський корпус;
- 81-й армійський корпус;
- 12-й корпус СС;
- 27-ма добровольча гренадерська дивізія СС «Лангемарк» (1-ша фламандська) (27. SS-Freiwilligen-Grenadier-Division "Langemark" (fläm.Nr.1);
- 28-ма добровольча танково-гренадерська дивізія СС «Валлонія» (1-ша валлонська) (28. SS-Freiwilligen-Grenadier-Division "Wallonien" (wallon.Nr.1);
- 12-та фольксгренадерська дивізія (12. Volks-Grenadier-Division).

- 74-й армійський корпус;
- 81-й армійський корпус.